# Lumpenopsis
Lumpenopsis és un gènere de peixos de la família dels estiquèids i de l'ordre dels perciformes.

## Distribució geogràfica
Es troba al Pacífic nord-occidental (el sud de les illes Kurils, el mar d'Okhotsk, el Japó -Hokkaido i Honshu- i el mar del Japó des de la badia de Pere el Gran fins a l'estret de Tatària) i al Pacífic oriental (des de la Colúmbia Britànica -el Canadà- fins al sud de Califòrnia -els Estats Units-).

## Taxonomia
- Lumpenopsis clitella (Hastings & Walker, 2003)[13]
- Lumpenopsis hypochroma (Hubbs & Schultz, 1932)[18]
- Lumpenopsis pavlenkoi (Soldatov, 1916)[2]
- Lumpenopsis triocellata (Matsubara, 1943)[19][20][21][22][23][24][25][26][27][28]